# Mercantile SFK
Der Mercantile Ski- og Fotballklubb, abgekürzt auch als Mercantile SFK bezeichnet, ist heute ein reiner norwegischer Fußballverein aus Oslo, seitdem die Skiabteilung 1975 geschlossen wurde und auch andere Sportabteilungen nicht mehr bestehen.

## Geschichte der Fußballabteilung
Die Fußballmannschaft des Mercantile SFK gehörte in den Jahren vor dem Ersten Weltkrieg zu den erfolgreichsten Mannschaften Norwegens und gewann 1907 als erster Hauptstadtverein den norwegischen Fußballpokalwettbewerb. Nachdem in den folgenden Jahren sein Stadtrivale Lyn SFK viermal hintereinander erfolgreich war, gewann Mercantile 1912 erneut den Pokalwettbewerb und stieß 1913 noch einmal ins Finale vor, das diesmal gegen Odds BK verloren wurde.
Wie stark die Mannschaft von Mercantile in der Anfangszeit eingeschätzt wurde, zeigt die Aufstellung beim ersten Länderspiel einer norwegischen Fußballnationalmannschaft, das am 12. Juli 1908 in Göteborg gegen Schweden ausgetragen (und 3:11 verloren) wurde. In dieser Begegnung wirkten 9 Spieler des Mercantile SFK mit und seine Stürmer Norman „Minotti“ Bøhn (2) und Hans Endrerud erzielten auch alle Treffer bei Norwegens erstem Länderspielvergleich.
Zu Beginn des 21. Jahrhunderts spielte die Fußballmannschaft von Mercantile in der viertklassigen 3. divisjon. Durch den Gruppensieg im Spieljahr 2002 qualifizierte die Mannschaft sich für die Aufstiegsrunde, in der man sich mit 5:0 und 1:1 gegen Mjøndalen IF durchsetzen konnte und somit den Aufstieg in die drittklassige 2. divisjon schaffte. Dort konnte sich die Mannschaft 3 Jahre lang halten, ehe sie Ende 2005 wieder abstieg. Durch eine 2006 vollzogene Fusion mit dem Nordstrand IF, der in diesem Konstrukt die führende Rolle einnahm, verschwand der Name des Mercantile SFK aus den höheren Spielklassen des norwegischen Fußballs. Der Neustart unter der bisherigen Vereinsbezeichnung wurde 2007 in der achten Spielklasse vollzogen.

## Erfolge der Fußballmannschaft
- Pokalsieger
  - 1907, 1912
- Pokalfinalist
  - 1913